# Гришкины книжки
«Гришкины книжки» — советский рисованный мультфильм по стихотворению Самуила Маршака «Книжка про книжки».

## Сюжет
У 10-летнего Скворцова Гришки жили-были книжки. Гришка был неряшливым и очень отчаянным мальчишкой, а от этого книжки у него постоянно страдали и были в плохом состоянии: «без конца и без начала, переплёты — как мочала, на листах — каракули…».

Долго терпели книжки Гришкино отношение, но однажды им все это надоело, и они решили сбежать от него в библиотеку, где их перенесли в ремонт к переплётчику Митрофану Кузьмичу. После восстановления книжки решили остаться в библиотеке. А Гришка, решив сделать домашние уроки, не обнаружил у себя ни одной книги…

С помощью собаки Гришка нашёл книжки в читальном зале библиотеки, но на свою просьбу выдать их для чтения, книжки прогнали его прочь.

Поразмыслив и поняв свою ошибку, Гришка написал на листке извинение и отнёс его книжкам в библиотеку. Книги простили Гришку и вернулись к нему.

## Создатели
| Сценарий                   | Владимира Капустяна                                                                                     |
| Режиссёр                   | Ефрем Пружанский                                                                                        |
| Художник-постановщик       | Николай Чурилов                                                                                         |
| Композитор                 | Мирослав Скорик                                                                                         |
| Оператор                   | Анатолий Гаврилов                                                                                       |
| Звукооператор              | Израиль Мойжес                                                                                          |
| Редактор                   | Юий Зморович                                                                                            |
| Художники-мультипликаторы: | И. Бородавко, Александр Викен, В. Врублевский, Марк Драйцун, Э. Перетятько, Нина Чурилова, Я. Селезнёва |
| Ассистенты                 | А. Лапчинская, Г. Бабенко, А. Савчук, О. Деряжная, И. Сергеева                                          |
| Роли озвучивали            | Хор и солисты украинского радио                                                                         |
| Директор картины           | Иван Мазепа                                                                                             |

## Отличия от книги
- В мультфильм добавлена сцена, в которой Гришка извиняется перед своими книжками.
- В конце стихотворения есть послесловие, из которого следует, что Скворцов («давно уже не Гришка, а известный инженер») не только сам заботится о книгах, но и приучает к этому своего сына.[1]

## Интересные факты
- Книги на украинском языке, убежавшие от Гришки в библиотеку: Д. Дефо «Робінзон Крузо», Сервантес «Дон Кіхот», «Граматика», «Задачник», І. А. Крилов «Басни», «Брати Грімм „Казки“», «Географія» (упоминаются в оригинале стихотворения Маршака).
- Учительница написала на доске домашнее задание «Задача № 39», в дневнике же у Гришки было записано «Задача № 59».